# Iczirgu boiła
Iczirgu boiła lub Czyrgubilja - tytuł dostojnika w I państwie bułgarskim, komendanta stołecznego garnizonu, będącego trzecim, po chanie i kauchanie, co do godności człowiekiem w państwie. W okresie pokoju czyrgubilja pełnił również funkcje dyplomatyczne.

## Pochodzenie tytułu
Weselin Beszewliew przypuszcza, że słowo iczigru jest pochodzenia turecko-ałtajskiego i znaczy: wewnętrzny. Wedle innej koncepcji pochodzi ono od kaukaskiego słowa iczircho i oznacza strzelca.
Istnienie tej godności poświadcza pochodzący z X wieku napis nagrobny w języku słowiańskim odkryty w Presławiu Wielkim. Stwierdza on, że czyrgubilja (чъргубиля) Mosticz służył carom: Symeonowi Wielkiemu i Piotrowi I.

O sto lat wcześniejszą, bo pochodzącą z około 837 roku, informację o istnieniu tego urzędu, tyle że wyrytą w języku greckim przynosi inskrypcja z Filippi. Wspomina ona, że chan Presjan wysłał do kraju Smolan u boku kauchana Isbuła nieznanego z imienia iczirgu boiła (τοω ητξιργου βοιλαν – toō ētksirgou boilan).